# Liste der Kulturgüter in Otelfingen
Die Liste der Kulturgüter in Otelfingen enthält alle Objekte in der Gemeinde Otelfingen im Kanton Zürich, die gemäss der Haager Konvention zum Schutz von Kulturgut bei bewaffneten Konflikten, dem Bundesgesetz vom 20. Juni 2014 über den Schutz der Kulturgüter bei bewaffneten Konflikten sowie der Verordnung vom 29. Oktober 2014 über den Schutz der Kulturgüter bei bewaffneten Konflikten unter Schutz stehen.
Objekte der Kategorien A und B sind vollständig in der Liste enthalten, Objekte der Kategorie C fehlen zurzeit (Stand: 1. Januar 2023). Unter übrige Baudenkmäler sind weitere geschützte Objekte zu finden, die im Verzeichnis der Objekte von überkommunaler Bedeutung der kantonalen Denkmalpflege zu finden und nicht bereits in der Liste der Kulturgüter enthalten sind.

## Kulturgüter
| Foto | | Objekt                                                                                          | Kat. | Typ | Standort                                             | Beschreibung |
| ---- | --- | ----------------------------------------------------------------------------------------------- | ---- | --- | ---------------------------------------------------- | ------------ |
| ja   | Datei hochladen · Wikidata zu Untermühle mit ehemaliger Brauerei (Q29574162)                                      | Untermühle mit ehemaliger Brauerei KGS-Nr.: 07596                                               | A    | G   | Mühlegasse 2 / Oberdorfstrasse 2–4 671549 / 257413   |              |
| ja   | Datei hochladen · Wikidata zu Herrenstube (ehemaliges Amthaus und Wirtschaft) (Q29932985)                         | Zur Herrenstube (ehemaliges Amthaus und Wirtschaft) KGS-Nr.: 07595                              | B    | G   | Hinterdorfstrasse 28 / Mühlegasse 1a 671553 / 257364 |              |
| BW   | Datei hochladen · Wikidata zu MBZ-Gräber (Q29932986)                                                              | Bänzenbrüel, mittelbronzezeitliche Gräber KGS-Nr.: 12645                                        | B    | F   | 671831 / 256210                                      |              |
| BW   | Datei hochladen · Wikidata zu Neolithische, bronzezeitliche und mittelalterliche Siedlung im Ortskern (Q29932990) | Otelfingen (Dorfkern), neolithisch-bronzezeitliche und mittelalterliche Siedlung KGS-Nr.: 12646 | B    | F   | Vorderdorfstrasse, Schmittengasse 671561 / 257100    |              |
| BW   | Datei hochladen · Wikidata zu NE-Siedlung (Q29932991)                                                             | Habernbach / Herti / Dürrenbach, neolithische Siedlung KGS-Nr.: 12647                           | B    | F   | 672101 / 256175                                      |              |
| BW   | Datei hochladen · Wikidata zu Silexbergbau (Q29932992)                                                            | Weiherboden, neolithischer Silexbergbau KGS-Nr.: 14825                                          | B    | F   | 670803 / 259180                                      |              |
| BW   | Datei hochladen                                                                                                   | Wolfen / Lauet / Liberen, römische Gewerbezone mit Gräbern und Strasse KGS-Nr.: 16567           | B    | F   | 672850 / 256800                                      |              |

## Übrige Baudenkmäler
| ID       | Foto |                 | Objekt                                               | Kat.    | Typ | Standort                                 | Beschreibung |
| -------- | ---- | --------------- | ---------------------------------------------------- | ------- | --- | ---------------------------------------- | ------------ |
| 09400010 | ja   | Datei hochladen | Bauernhaus, Altbau von 1568                          | C       | G   | Oberdorfstrasse 32 671491 / 257655       |              |
| 09400030 | ja   | Datei hochladen | Wohnhaus                                             | C       | G   | Oberdorfstrasse 12 671521 / 257510       |              |
| 09400032 | ja   | Datei hochladen | Bauernhaus mit Scheune                               | C       | G   | Oberdorfstrasse 13 671502 / 257518       |              |
| 09400034 |      | Datei hochladen | Bauernhaus mit Scheune                               | C       | G   | Oberdorfstrasse 11 671506 / 257489       |              |
| 09400044 | ja   | Datei hochladen | Mühlespeicher                                        | B kant. | G   | Oberdorfstrasse 2 671529 / 257414        |              |
| 09400046 |      | Datei hochladen | Bauernhaus mit Scheune                               | C       | G   | Mühlegasse 1 671553 / 257378             |              |
| 09400050 |      | Datei hochladen | Amtshausspeicher                                     | B kant. | G   | bei Hinterdorfstrasse 28 671539 / 257348 |              |
| 09400057 | ja   | Datei hochladen | Gasthof zur Brauerei                                 | C       | G   | Vorderdorfstrasse 41 671580 / 257411     |              |
| 09400064 |      | Datei hochladen | Bauernhaus mit Anbau                                 | C       | G   | Sonnenrain 11–17 671705 / 257465         |              |
| 09400095 |      | Datei hochladen | Wohnhaus mit Scheune / Trotte                        | C       | G   | Vorderdorfstrasse 12 671651 / 257079     |              |
| 09400099 |      | Datei hochladen | Bauernhaus mit Scheune                               | C       | G   | Vorderdorfstrasse 4 671662 / 257045      |              |
| 09400101 |      | Datei hochladen | Bauernhaus mit Scheune                               | C       | G   | Landstrasse 29 671706 / 257014           |              |
| 09400103 |      | Datei hochladen | Hochstudhaus, Bauernhaus                             | C       | G   | Vorderdorfstrasse 2 671667 / 257021      |              |
| 09400112 |      | Datei hochladen | Bauernhaus mit Ökonomieteil, Hausteil Landstrasse 17 | C       | G   | Landstrasse 17 671563 / 257017           |              |
| 09400115 |      | Datei hochladen | Bauernhaus mit Ökonomieteil, Hausteil Landstrasse 19 | C       | G   | Landstrasse 19 671579 / 257019           |              |
| 09400128 | ja   | Datei hochladen | Reformiertes Pfarrhaus                               | C       | G   | Pfarrhausweg 1 671506 / 257356           |              |
| 09400142 |      | Datei hochladen | Bauernhaus mit Scheune                               | C       | G   | Hinterdorfstrasse 21 671478 / 257277     |              |
| 09400148 | ja   | Datei hochladen | Reformierte Kirche                                   | B kant. | G   | Hinterdorfstrasse 671508 / 257221        |              |
| 09400149 | ja   | Datei hochladen | Bauernhaus                                           | B reg.  | G   | Hinterdorfstrasse 17 671467 / 257210     |              |
| 09400159 | ja   | Datei hochladen | Raubehus (Schibli-Haus) mit Scheune                  | B reg.  | G   | Hinterdorfstrasse 9 671472 / 257129      |              |
| 09400277 |      | Datei hochladen | Primarschule Bühl, Klassentrakt B                    | B reg.  | G   | Bühlstrasse 11 671876 / 257283           |              |
| 09400383 | ja   | Datei hochladen | Mühlescheune                                         | B kant. | G   | Oberdorfstrasse 4 671531 / 257439        |              |
| 09400420 |      | Datei hochladen | Hochstudhaus, Scheune                                | C       | G   | Landstrasse 671680 / 257021              |              |

Legende: Im Wesentlichen siehe Legende der Liste der Kulturgüter von nationaler und regionaler Bedeutung, mit folgenden Ausnahmen:
- Anstelle der KGS-Nummer wird als Objekt-Identifikator (ID) die Inventarnummer im Verzeichnis der Objekte von überkommunaler Bedeutung des kantonalen Denkmalschutzamtes verwendet.
- Bei den Kategorien wird wie folgt unterschieden: B kant. = Objekt von kantonaler Bedeutung (Kanton Zürich); B reg. = Objekt von regionaler Bedeutung (Kanton Zürich).